# 加久藤隧道 (九州自動車道)
加久藤隧道（日语：／）是日本九州岛的一座高速公路长隧道，位于熊本縣人吉市与宮崎縣蝦野市之间，九州自動車道（E3）的人吉IC至蝦野IC区间中，双洞四车道，上行线长6,255（3.89英里），1995年通车，下行线长6,264（3.89英里），2004年通车。通车时为九州地区第二长的公路隧道，仅次于肥後隧道（6,340m）。